# Au-delà du mal
Au-delà du mal (By Reason of Insanity) est un roman policier américain écrit par Shane Stevens en 1979. L'ouvrage n'a été publié en France qu'en 2009 chez Sonatine.

## Résumé
Le point de départ et central du roman est l'affaire Caryl Chessman.
Après le meurtre de sa mère qui le maltraitait, Thomas Bishop est placé à 10 ans dans un hôpital psychiatrique dont il s’échappe à 25 ans.  En mai 1973, peu avant son évasion, il entend une émission de radio sur la vie et la mort de Caryl Chessmann, un criminel exécuté en mai 1960 après un long combat contre la peine de mort.  Cette exécution fait rêver de vengeance Bishop qui en vient à se croire son fils.  
Tout au long du roman, le récit suit Bishop et raconte en détail son parcours : son évasion minutieusement préparée sous l’identité de Vincent Mungo, puis l’assassinat de toutes les femmes en qui il voit sa mère, une cinquantaine en tout.  Extrêmement intelligent et méthodique, ayant appris la dissimulation à l’hôpital où il passait son temps devant la télé, il se cache sous diverses identités soigneusement montées.  L'auteur ne nous épargne aucun détail de la préparation et de l’exécution de ses crimes.  
L’auteur entrecroise les récits du meurtrier avec ceux des différents policiers qui le traquent, celui du journaliste Adam Kenton qui organise, avec les forts moyens que lui accordent ses employeurs, une chasse méthodique, celui d’un entrepreneur des pompres funèbres qui veut venger la mort de sa fille - tous sont à sa poursuite - et enfin celui du sénateur Jonathan Stoner qui cherche à utiliser le cas pour sa carrière.  Pendant sa cavale, Bishop se déplace du nord de la Californie vers Los Angeles, puis vers Las Vegas, puis vers Chicago pour enfin aboutir à New York, dans un studio où il peut opérer à grande échelle.